# Мадариага, Хуан
Хуан Мадариага (исп. Juan Madariaga; 15 ноября 1809, Корриентес, Вице-королевство Рио-де-ла-Плата — 29 июня 1879, Сан-Хусто, Аргентина) — аргентинский военный, лидер своей провинции, военный лидер Унитарной партии, участвовавший в гражданских войнах XIX века.

## Биография
Родился 15 ноября 1809 года в Корриентесе. Сын баска Хосефа Луиса Мадариаги Респальдиса, родившегося в Бильбао, и уроженки Корриентеса Марии Анхелес Акоста Сото. Старший брат — генерал и губернатор Корриентеса Хоакин Мадариага. Он учился в Буэнос-Айресе и вернулся в свою провинцию в 1824 году, посвятив себя животноводству в районе Курусу-Куатия.
В 1840 году губернатор Педро Ферре назначил его комендантом своего департамента. Он участвовал в битве при Каагуасу в качестве вспомогательного кавалерийского войска. В декабре 1842 года он участвовал в разгроме в битве при Арройо-Гранде, после чего эмигрировал в Бразилию.
Вместе со своим братом он возглавил кампанию по возвращению Корриентеса Унитарианской партии, пройдя через место, которое они назвали Пасо-де-лос-Либрес. Будучи военным лидером группировки, он победил полковника Хосе Мигеля Галана в битве при Лагуна-Брава, и через несколько дней они захватили власть в провинции. Хоакин был назначен губернатором, а Хуан — руководителем военной кампании провинции.
В декабре того же года, воспользовавшись тем, что губернатор Хусто Хосе де Уркиса вел кампанию против Фруктуосо Риверы в Уругвае, он вторгся в провинцию Энтре-Риос, где разбил резерв федеральной армии под командованием Эухенио Гарсона в Пунтас-дель-Саусе. Он немедленно занял уругвайский город Сальто, но был вынужден вернуться из-за близости Уркисы. Отступление превратилось в бегство, и он потерял почти всю свою добычу.
Столкнувшись с этой неудачей, его брат поставил генерала Хосе Марию Паса, сосланного в Порту-Алегри, командовать провинциальной армией. Генерал назначил Хуана Мадариагу главой своего авангарда, но между ними возникли серьезные разногласия. Однако ему было присвоено звание генерала. Когда в феврале 1846 года Уркиса вторгся в Корриентес, Пас отступил, намереваясь заманить захватчика в ловушку. Но Мадариага, рассудив, что почти вся провинция отдана врагу, столкнулся с ним в битве при Лагуна-Лимпия, где был полностью разбит и взят в плен. Уркиса в конечном итоге не стал атаковать позицию Паса и отступил.
Лидер Энтре-Риос освободил Хуана Мадариагу и отправил его к брату с мирными предложениями. Генерал Хосе Мария Пас подумал, что его предадут, и попытался свергнуть губернатора, но он потерпел неудачу и оказался в изгнании в Парагвае.
В августе 1846 года Хусто Хосе де Уркиса и Хоакин Мадариага подписали Алькарасский договор. Однако отказ политического лидера Буэнос-Айреса Хуана Мануэля де Росаса ратифицировать этот договор вновь привел к войне. В ноябре 1847 года армия под командованием Уркисы разгромила Мадариага в битве при Вансесе.
Братья Мадариага бежали в Бразилию, где Хоакин умер в 1848 году. Хуан Мадариага четыре года прожил в изгнании в Бразилии, где написал свои «Мемуары», в которых он выражает восхищение, которое он испытывал к своему брату, и презрение, которое он испытывал к Пасу.
Он присоединился к армии Уркисы и возглавил кавалерийскую колонну в битве при Касеросе 3 февраля 1852 года. После битвы он остался в Буэнос-Айресе и был избран депутатом провинции. 11 сентября вместе с генералом Хосе Марией Пираном он возглавил революцию, которая отделила Буэнос-Айрес от остальной страны.
В ноябре того же года под предлогом возвращения жителей Корриентеса в свою провинцию он был отправлен в двойное вторжение в Энтре-Риос. Другую колонну возглавлял генерал Мануэль Орнос. Он приземлился в Дьяманте, но через несколько дней потерпел поражение в Консепсьон-дель-Уругвае от полковника Рикардо Лопеса Хордана. Он снова сел на корабль, и его солдатам пришлось добираться до кораблей вплавь.
Вернувшись в Буэнос-Айрес, он боролся против осады города федералистами Иларио Лагоса. После снятия осады он столкнулся с вторжением самого Лагоса, которого он разгромил 8 ноября 1854 года в Эль-Тале, недалеко от Барадеро.
Он остался в провинции Буэнос-Айрес, сражался с индейцами юга и участвовал в битве при Павоне, где его кавалерия была разбита федералами, хотя победа была решена тем, что Уркиса оставил поле боя.
Когда началась Парагвайская война, Хуан Мадариага отправился на фронт в качестве помощника президента Бартоломе Митре. Это был его первый визит в Корриентес за 18 лет. Он участвовал в битве при Ятае и осаде Уругваяны. Губернатор благоразумно запретил ему приближаться к столице провинции, а также отказался вернуть его имущество, конфискованное в 1847 году. Бартоломе Митре отправил его с трофеями и отчетами об этих двух победах в Буэнос-Айрес.
Он был инспектором и экзаменатором в Военном колледже, а в 1874 году председательствовал в Военном совете, который судил генерала Хосе Мигеля Арредондо за его участие в митристской революции того года. Когда он собирался приговорить мятежника к смерти, ему удалось бежать с помощью своего победителя, генерала Хулио Архентино Роки.
Хуан Мадариага скончался в Сан-Хусто, провинция Буэнос-Айрес, в 1879 году.